# Franciszek Rokitnicki
Franciszek Rokitnicki (ur. 28 marca 1951 w Brzegu) – polski piłkarz grający na pozycji obrońcy. Wieloletni zawodnik Odry Opole.

## Życiorys

### Początki kariery piłkarskiej
Franciszek Rokitnicki swoją karierę sportową rozpoczął najpierw od gry w piłkę ręczną. Podczas jednego z meczów został zauważony przez trenera klubu piłkarskiego Stali Brzegu, który zaproponował mu grę w brzeskim klubie.
Następnie, w 1975 roku, Franciszka Rokitnickiego zauważyli działacze Moto Jelcza Oława, z którym Stal Brzeg walczył w barażach o awans do wyższej klasy. Podczas pobytu w Oławie był jednym z najlepszych graczy "Moto Jelcza", z którym zajmował miejsca w pośrodku tabeli II ligi: 10.miejsce w sezonie 1975/1976 i 7.miejsce w sezonie 1976/1977. W styczniu 1977 roku, opuścił klub z Oławy przechodząc do Odry Opole.

### Odra Opole
W 1977 roku, Franciszek Rokitnicki przeniósł się do występującej w ekstraklasie Odra Opole, której trenerem był Antoni Piechniczek, u którego Rokitnicki był podstawowym obrońcą Niebiesko-Czerwonych. 18 czerwca 1977 roku, zdobył wraz z drużyną Puchar Ligi, pokonując w finale Widzew Łódź (3:1) na Stadionie Miejskim w Częstochowie, co dało Odrze prawo jedynego w historii klubu startu w Pucharze UEFA 1977/1978, w którym występ Odry zakończył się już w pierwszej rundzie po porażce w dwumeczu z zespołem z NRD, FC Magdeburgiem (1:2 u siebie, 1:1 na wyjeździe). Początek sezonu 1977/1978 był bardzo udany dla Odry Opole, która zdobyła tytuł Mistrza Jesieni, ale druga część sezonu była bardzo słaba w wykonaniu Odry i ostatecznie Odra Opole sezon 1978/1979 zakończyła na 5.miejscu.
Po odejściu z Odry trenera Antoniego Piechniczka w 1979 roku, zespół z Rokitnickim w składzie nie odnosił już znaczących sukcesów, a w sezonie 1980/1981 ówczesny trener Niebiesko-Czerwonych, Józef Zwierzyna mianował Rokitnickiego kapitanem drużyny, z którą w tym samym sezonie spadł z I ligi, a następnie reprezentował barwy Odry w II i III lidze.
Po zakończeniu gry w Odrze Opole, grał jeszcze przez krótki czas w Gwardii Opole, po czym zakończył swoją piłkarską karierę.

### Po zakończeniu kariery
Po zakończeniu piłkarskiej kariery trenował zespoły w Budkowicach i w Źlinicach. Następnie w 1988 roku wyjechał do Kanady, gdzie osiedlił się w mieście Kanada w prowincji Ontario.

## Osiągnięcia

### Odra Opole
- Puchar Ligi Polskiej: 1977
- Mistrz jesieni w sezonie 1978/1979